# Souvrství Cerro del Pueblo

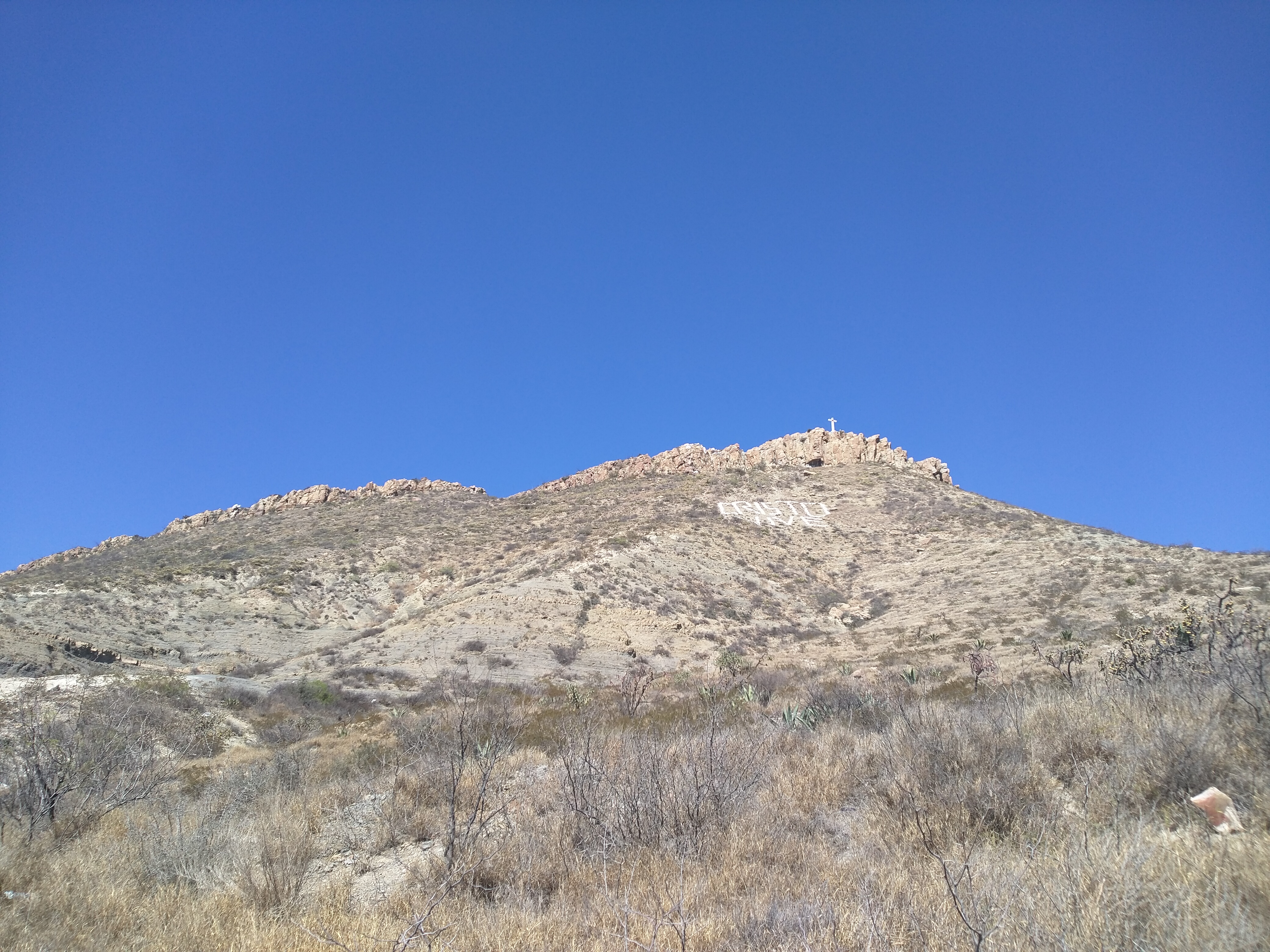
Sedimentární výchozy souvrství Cerro del Pueblo.

Souvrství Cerro del Pueblo je geologickou formací z období pozdní křídy (geologické věky pozdní kampán až raný maastricht, stáří 73 až 71 milionů let), jehož sedimentární výchozy se nacházejí na území mexického státu Coahuila.

## Charakteristika a objevy
Převládajícím typem horniny v tomto souvrství je jílovec a pískovec a mocnost sedimentů dosahuje až 160 metrů. Kromě početných fosilií dinosaurů zde byly objeveny také otisky stop ptakoještěrů a fosilie želv, ryb, savců a také několik druhů fosilních vajec (ootaxonů) patřících dinosaurům.
Mezi zajímavé objevy patří také ichnofosilie dokládající existenci brouků, žijících patrně v kostech dinosauřích mršin. V šesti kosterních exemplářích saurolofinních hadrosauridů (kachnozobých dinosaurů) byly objeveny stopy po třinácti typech okusu pravděpodobně od dermestidních (kožojedovitých) brouků, jejichž larvy před zhruba 69 miliony let vykousaly chodbičky v kostech mrtvých dinosaurů.

## Objevené druhy dinosaurů

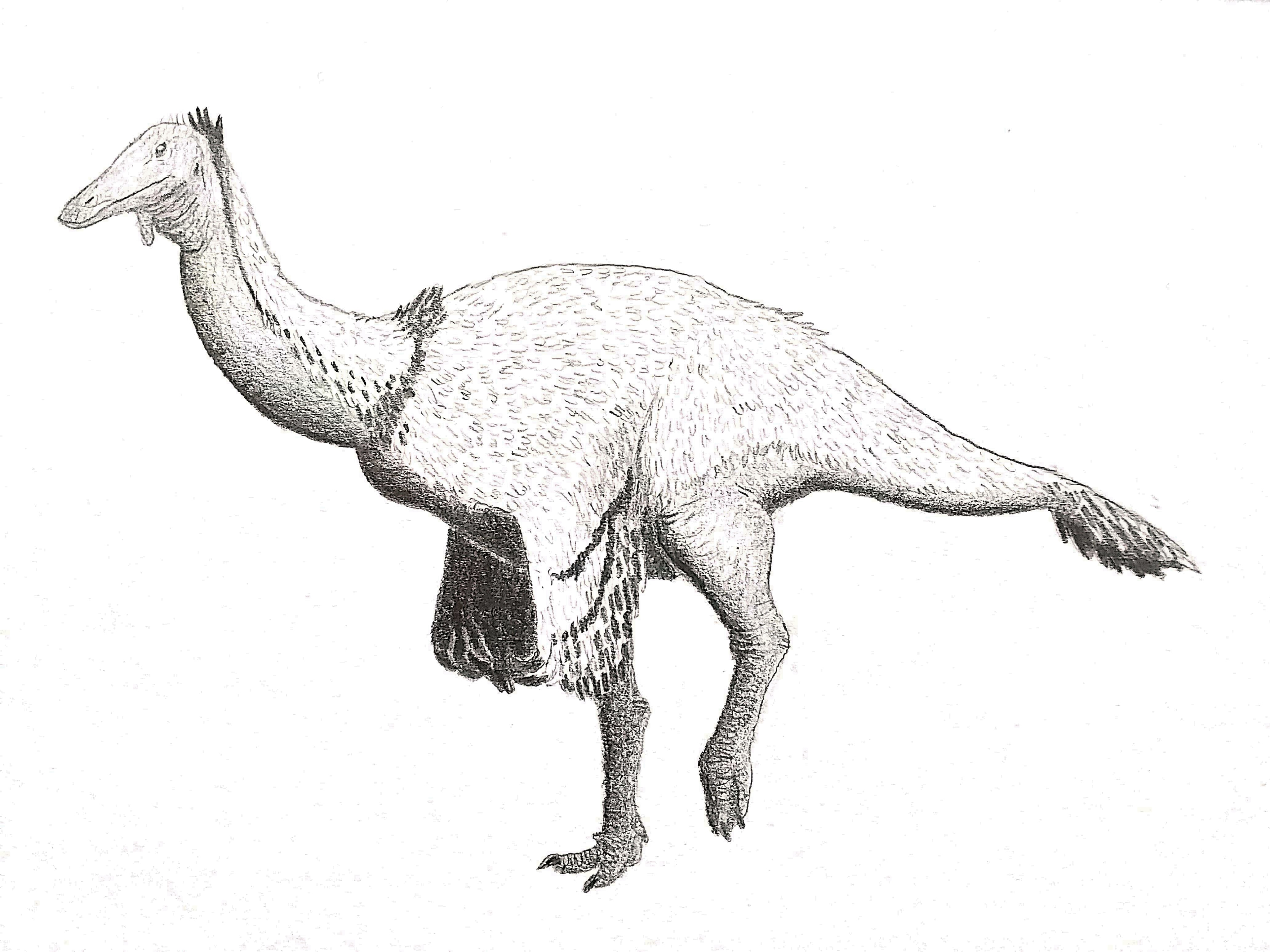
Paraxenisaurus normalensis - rekonstrukce vzezření.

- Caenagnathidae indet.[4]

- Ceratopsia indet.

- Centrosaurinae indet.

- Coahuilaceratops magnacuerna[5]

- Coahuilasaurus lipani

- Kritosaurus navajovius

- Labocania aguillonae[6]

- Latirhinus uitstlani[7]

- Lambeosaurinae indet.[8]

- Hadrosauridae indet.

- Mexidracon longimanus

- Paraxenisaurus normalensis[9]

- Tlatolophus galorum

- Troodontidae indet.[10]

- Velafrons coahuilensis[11]